# Joice (Iowa)
Joice es una ciudad ubicada en el condado de Worth en el estado estadounidense de Iowa. En el Censo de 2010 tenía una población de 222 habitantes y una densidad poblacional de 85,63 personas por km².

## Geografía
Joice se encuentra ubicada en las coordenadas 43°21′53″N 93°27′29″O / 43.36472, -93.45806. Según la Oficina del Censo de los Estados Unidos, Joice tiene una superficie total de 2.59 km², de la cual 2.59 km² corresponden a tierra firme y (0%) 0 km² es agua.

## Demografía
Según el censo de 2010, había 222 personas residiendo en Joice. La densidad de población era de 85,63 hab./km². De los 222 habitantes, Joice estaba compuesto por el 96.85% blancos, el 0% eran afroamericanos, el 0.45% eran amerindios, el 0% eran asiáticos, el 0% eran isleños del Pacífico, el 0% eran de otras razas y el 2.7% pertenecían a dos o más razas. Del total de la población el 0% eran hispanos o latinos de cualquier raza.